# Parectatosia robusta
Parectatosia robusta là một loài bọ cánh cứng trong họ Cerambycidae.